# Andrew Engelage
Andrew Engelage, född 28 oktober 1988 i Oshawa, är en kanadensisk professionell ishockeymålvakt som spelar för Krefeld Pinguine i Deutsche Eishockey Liga (DEL).
Innan Engelage inledde sin seniorkarriär spelade han för Windsor Spitfires i Ontario Hockey League (OHL). Han hjälpte Spitfires vinna Memorial Cup, och satte rekord i OHL för antal segrar under en säsong som målvakt med 46.

## Spelarkarriär
Engelage spelade juniorhockey i Ontario Hockey League (OHL) för Windsor Spitfires. Han utsågs till månadens målvakt i OHL i oktober 2008 och veckans målvakt i Canadian Hockey League två gånger (28 oktober 2008 och 3 maj 2009) under säsongen. Under säsongen 2008-09 spelade Engelage 54 matcher (46-4-1) med 2,35 insläppta mål i genomsnitt (GAA) och 91,4 i räddningsprocent och togs ut i OHL:s All-Star Classic-match. Hans 46 segrar under säsongen slog nytt rekord i antal vinster för en målvakt under en säsong i OHL. Inklusive slutspelsmatcher vann Engelage 64 matcher och med detta även Memorial Cup med Spitfires.
Engelage började spela professionell ishockey under säsongen 2009-10 och delade sin speltid mellan Toronto Marlies i American Hockey League (AHL) och Reading Royals i ECHL. Säsongen 2010-11 inleddes i Utah Grizzlies i ECHL och utsågs till veckans målvakt den 3 januari och 31 januari 2011. Engelage återvände till Toronto Marlies genom att skriva ett tryout-kontrakt när Toronto Maple Leafs organisation drabbades av en rad skador på målvakter.
Engelage vann sin första start med Marlies, strax efter att ha undertecknat sitt kontrakt, och imponerande på huvudtränaren Dallas Eakins. "Jag tyckte att han spelade riktigt bra för oss med tanke på att han kommit direkt in, kall efter att ha rest hela dagen och utan något träningspass."